# Domän (biologi)

Det hierarkiska systemet i biologin

En domän (latin regio) inom systematiken i biologin är den högsta sortens indelning. Alla organismer tillhör enligt modern systematik någon av följande domäner:
- bakterier - Bacteria
- arkéer - Archaea
- eukaryoter - Eukarya

Virus, som i viss mening kan betraktas som en form av liv, ingår inte i ovanstående indelningssystem, utan behandlas normalt helt separat.
Enligt äldre systematik delades organismerna endast in i två domäner, prokaryoter och eukaryoter. Denna klassificering baserades på studier av cellernas utseende, närmare bestämt på förekomsten av cellkärna (hos eukaryoter) eller avsaknaden av densamma (hos prokaryoter). Den moderna klassificeringen är istället baserad på jämförelse av DNA och RNA.

## Historia
| Linné 1735      | Haeckel 1866 | Chatton 1925 | Copeland 1938 | Whittaker 1969 | Woese et al. 1977 | Woese et al. 1990 | Cavalier-Smith 1993 | Cavalier-Smith 1998 | Cavalier-Smith 2015 |
| --------------- | ------------ | ------------ | ------------- | -------------- | ----------------- | ----------------- | ------------------- | ------------------- | ------------------- |
| 2 riken         | 3 riken      | 2 domäner    | 4 riken       | 5 riken        | 6 riken           | 3 domäner         | 8 riken             | 6 riken             | 7 riken             |
| (ej behandlade) | Protista     | Prokaryota   | Monera        | Monera         | Eubacteria        | Bacteria          | Eubacteria          | Bacteria            | Bacteria            |
| (ej behandlade) | Protista     | Prokaryota   | Monera        | Monera         | Archaebacteria    | Archaea           | Archaebacteria      | Bacteria            | Archaea             |
| (ej behandlade) | Protista     | Eukaryota    | Protista      | Protista       | Protista          | Eucarya           | Archezoa            | Protozoa            | Protozoa            |
| (ej behandlade) | Protista     | Eukaryota    | Protista      | Protista       | Protista          | Eucarya           | Protozoa            | Protozoa            | Protozoa            |
| (ej behandlade) | Protista     | Eukaryota    | Protista      | Protista       | Protista          | Eucarya           | Chromista           | Chromista           | Chromista           |
| Vegetabilia     | Plantae      | Eukaryota    | Plantae       | Plantae        | Plantae           | Eucarya           | Plantae             | Plantae             | Plantae             |
| Vegetabilia     | Plantae      | Eukaryota    | Plantae       | Fungi          | Fungi             | Eucarya           | Fungi               | Fungi               | Fungi               |
| Animalia        | Animalia     | Eukaryota    | Animalia      | Animalia       | Animalia          | Eucarya           | Animalia            | Animalia            | Animalia            |